# Laurisylve

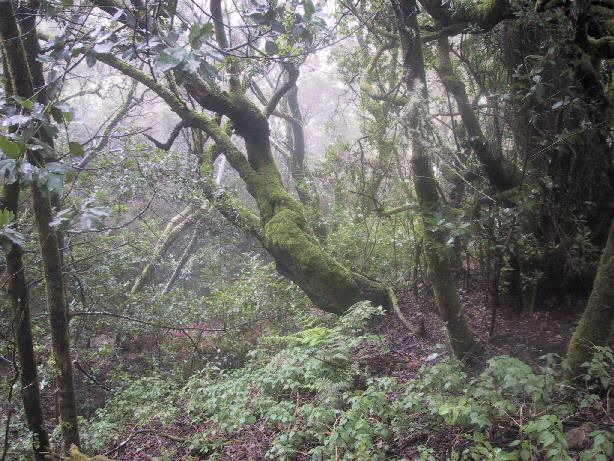
Laurisylve dans le Parc national de Garajonay à La Gomera

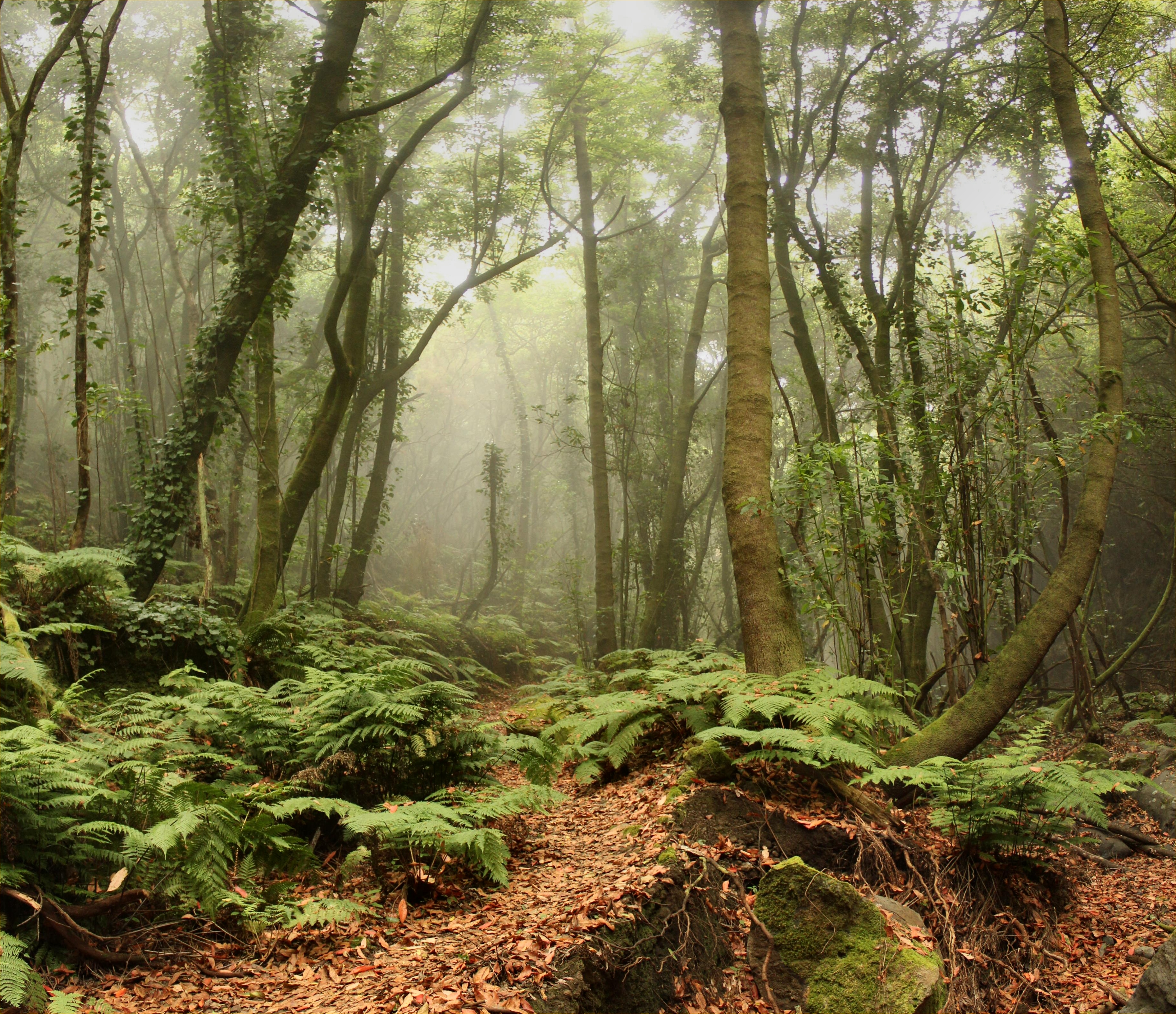
Laurisylve à La Palma

La laurisylve est un type de forêt subtropicale humide présente sur plusieurs des îles de la Macaronésie : Açores, Madère et îles Canaries. Elle présente des sols profonds et est caractéristique des versants septentrionaux soumis aux brumes des alizés, avec des précipitations annuelles de l’ordre de 500 à 1 100 mm d'eau et une température comprise entre 15 et 19 °C.
Ces forêts se composent principalement de lauracées à feuilles persistantes, pouvant atteindre jusqu’à 40 mètres de hauteur, et abritent un riche biotope de plantes de sous-bois, d’invertébrés, d’oiseaux (pigeon des lauriers endémique des Canaries) et de chauves-souris, dont certains sont endémiques.

## Laurisylve de Macaronésie

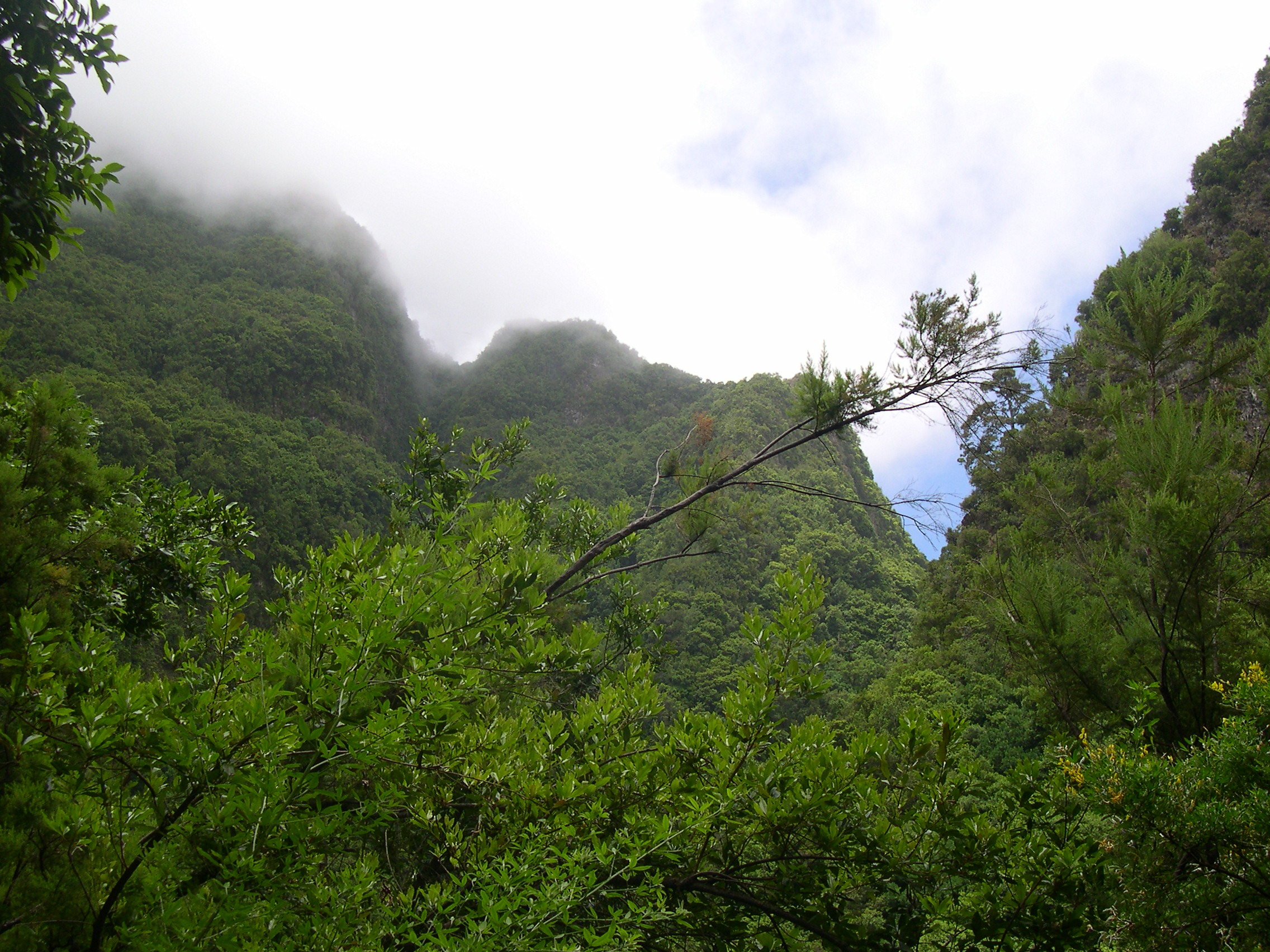
Laurisylve à La Palma

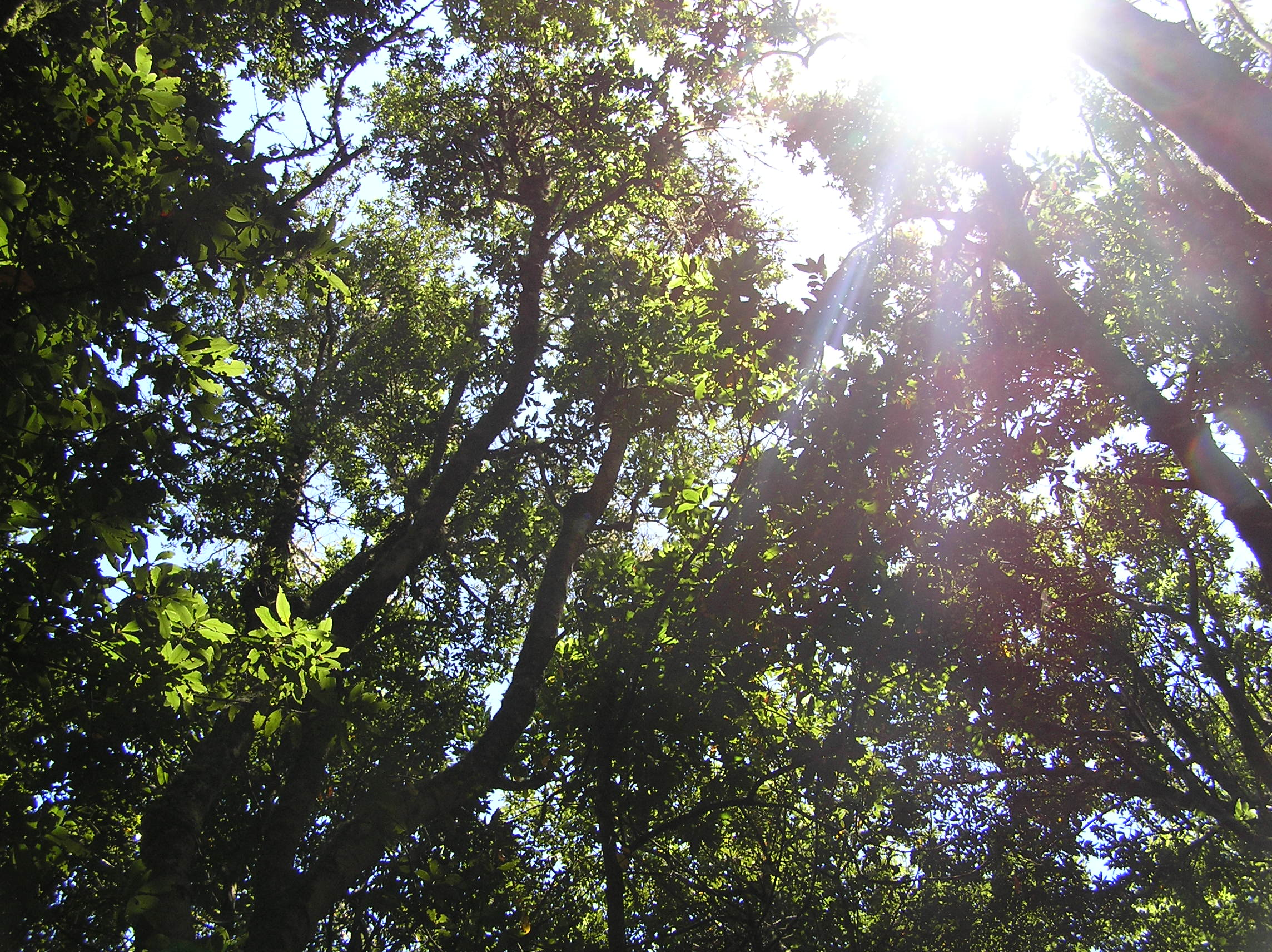
Laurisylve à Tenerife.

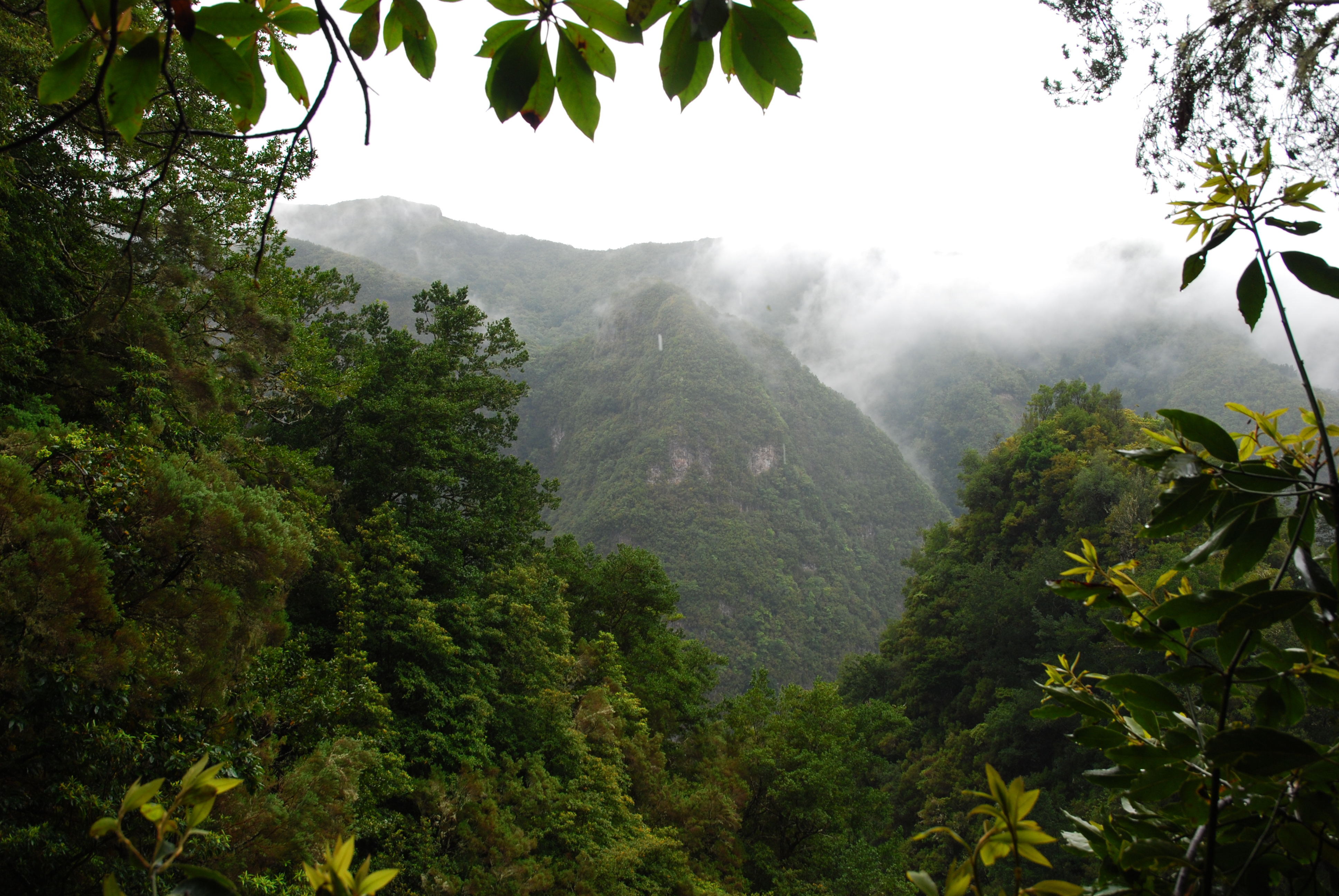
Laurisylve à Madère

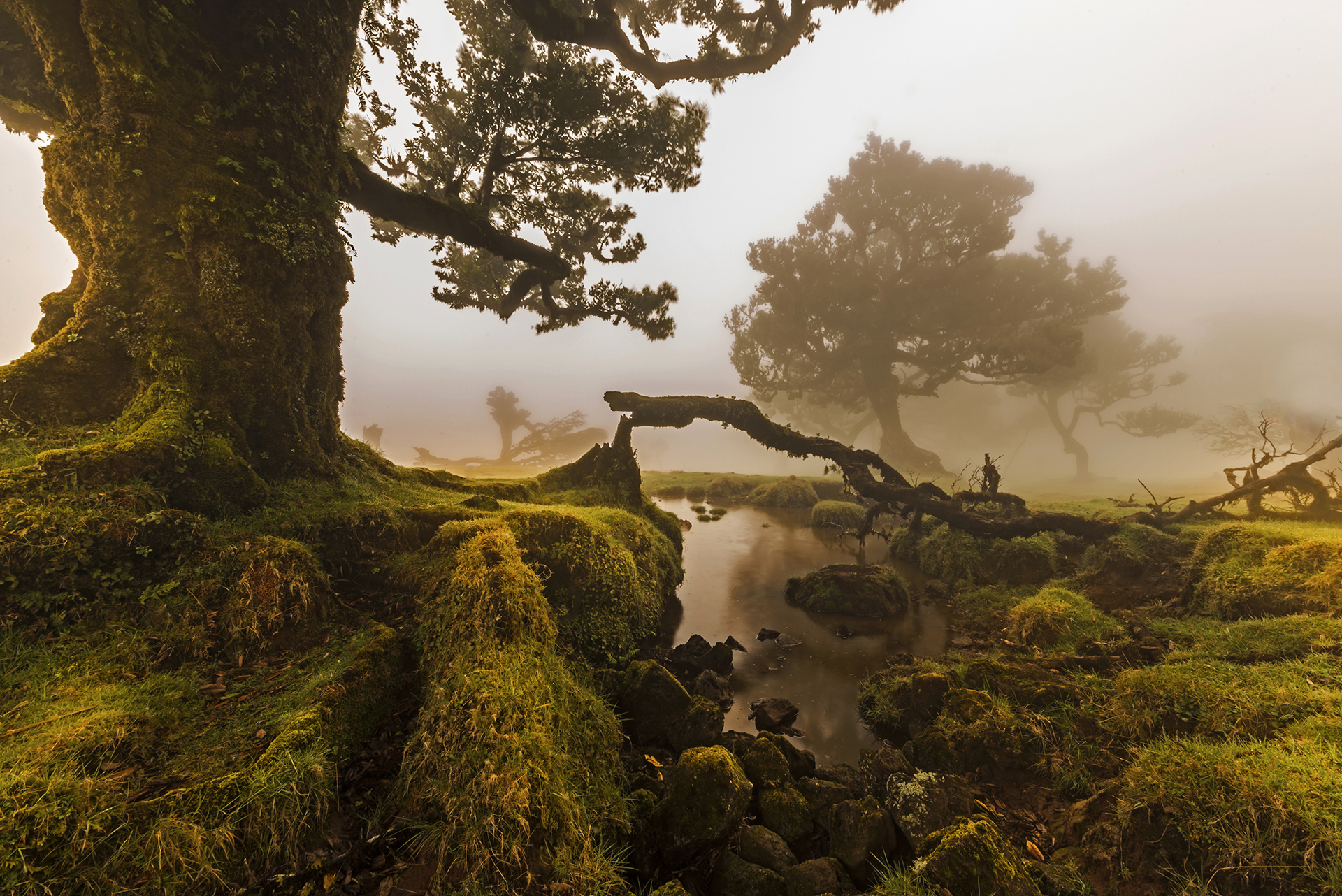
Laurisylve clairsemée à Fanal, à Madère.

La laurisylve couvrait à l’origine une grande partie des Açores et de Madère, ainsi qu'une partie des îles occidentales des îles Canaries, mais les forêts ont été grandement réduites par la coupe, le défrichage pour l’agriculture et le pâturage, ainsi que l’invasion d’espèces exotiques.
Les plus étendues des laurisylves sont toujours à Madère, où elle s'étage entre 300 et 1 300 mètres d’altitude, et où elles couvrent 149,5 km2, soit environ 16 % de la superficie de l’île. Aux îles Canaries, environ 100 km2 de laurisylves existent encore à La Palma, 60 km2 à Tenerife et plus de 20 km2 dans le parc national de Garajonay à La Gomera. Aux Açores, de petites étendues subsistent sur les îles de Pico, Terceira, et São Miguel.

## Origine
Les laurysilves de Macaronésie sont des reliques d’un type de végétation subtropicale humide qui couvrait à l’origine la plupart du bassin méditerranéen et la Macaronésie lorsque le climat de la région était plus chaud et humide, durant une grande partie de l'ère tertiaire.
Lors du lent refroidissement du climat mondial durant le Pliocène qui a causé un assèchement général, en particulier dans le bassin de la Méditerranée, les forêts de lauriers reculèrent progressivement, remplacées par des espèces plus résistantes à la sécheresse (sclérophylles), correspondant à la flore méditerranéenne classique actuelle, bien qu'elles survécurent dans de nombreuses régions.
Les dernières laurisylves sur le pourtour de la Méditerranée auraient disparu à la fin du Pléistocène, soit assez récemment à l'échelle de l'évolution, lors du dernier maximum glaciaire où le climat fut nettement plus froid et surtout beaucoup trop aride à basse altitude dans le Bassin méditerranéen.
Cependant quelques restes de la flore de ces forêts persistent encore dans les montagnes du sud de l’Espagne et du nord du Maroc.
L’emplacement des îles de la Macaronésie dans l’Atlantique Nord a atténué ces fluctuations climatiques, et maintenu durant tout ce temps un climat suffisamment humide et doux qui permit à ces forêts de persister jusqu’à nos jours.

## Composition floristique
Les lauracées prédominantes incluent le Til (Ocotea foetens), le laurier (Laurus novocanariensis aux îles Canaries et à Madère et Laurus azorica uniquement aux açores), Vinhático/Viñatigo (Persea indica), Barbosano/Barbuzano (Apollonias barbujana et Apollonias cebalosii). D’autres arbres importants appartenant à d'autres familles d'affinités tropicales et subtropicales incluent l’Aderno (Heberdenia excelsa et Pleiomeris canariensis, Myrsinacées), Pau branco/Palo blanco (Picconia excelsa et Picconia azorica, Oleacées), Mocanos/Mocán (Visnea mocanera, Ternstroemiacées), Pittosporum coriaceum (Pittosporacées), Sanguinho (Rhamnus glandulosa, Rhamnacées), et les arbustes Folhado (Clethra arborea) et Perado/Oranger sauvage (Ilex perado). Les forêts abritent un sous-bois riche en fougères et herbacées, telles les Leitugas (Sonchus spp.), géraniums (Geranium maderense, Geranium palmatum and Geranium rubescens), les Estreleiras (Argyranthemum spp.) et l’orchidée endémique Goodyera macrophylla.

## Reconnaissance et protection
La laurisylve de La Gomera (Parc national de Garajonay) a été déclarée patrimoine de l'humanité par le comité du patrimoine mondial de l’UNESCO en 1986 et celle de Madère en 1999.